# 貴島孝雄
貴島 孝雄（きじま たかお、1949年1月9日 - ）は、日本の工学者。山陽小野田市立山口東京理科大学工学部教授。マツダの元エンジニア。徳島県吉野川市出身。
ロードスターやRX-7、787Bといった同社を代表するスポーツカー、レーシングカーの開発で知られる。

## 経歴

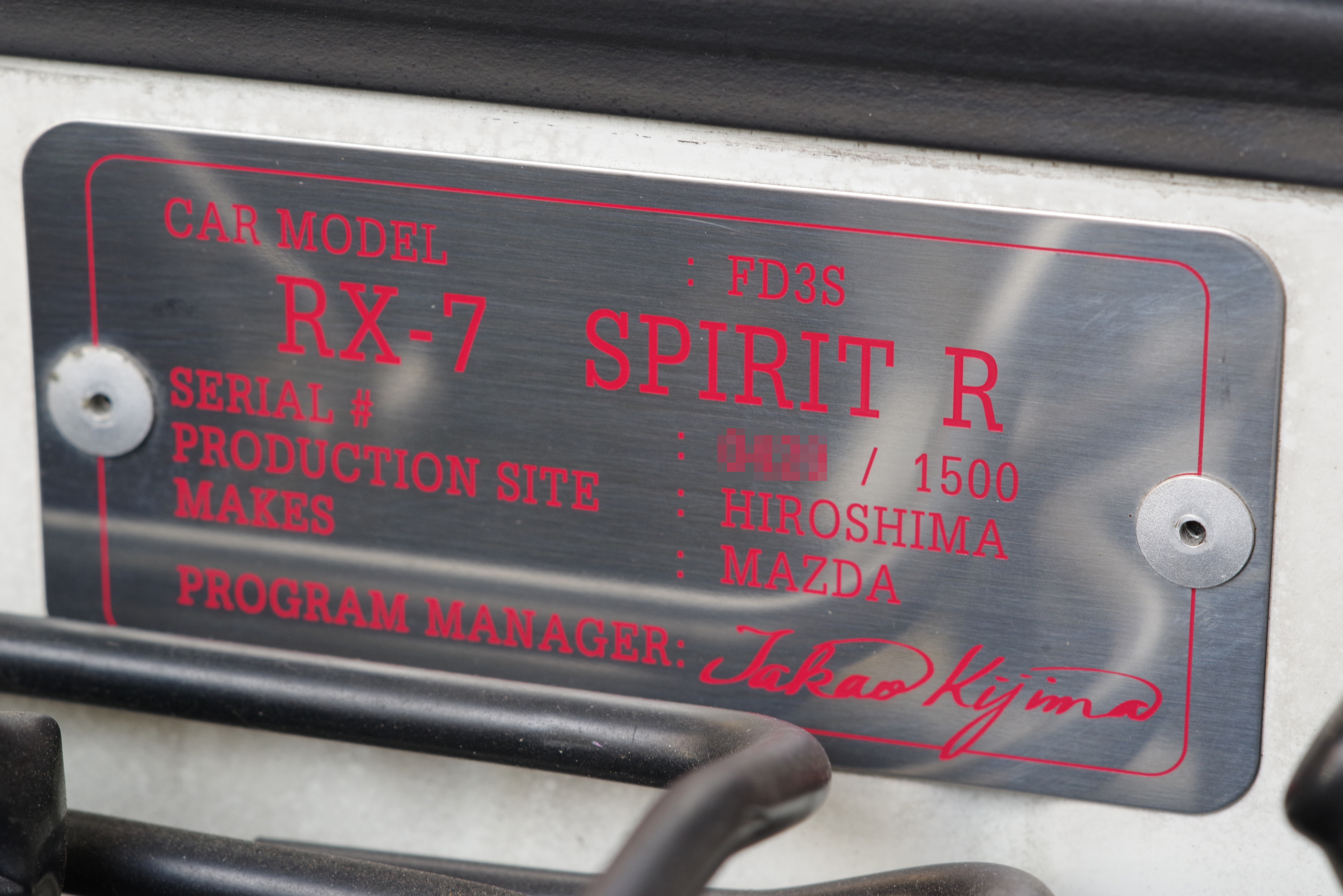
RX-7スピリットRのシリアルナンバープレート。プログラムマネージャーとして貴島の名がある

徳島県麻植郡鴨島町（現在の吉野川市）出身。徳島県立徳島東工業高等学校（現在の徳島県立徳島科学技術高等学校）卒業後、1967年に東洋工業（現在のマツダ）に入社。
1994年、平井敏彦の退職に伴い初代ロードスターの開発主査に就任し、その後は順次、2代・3代ロードスター及び3代目RX-7の開発主査を務める。2009年にマツダ株式会社定年退職。同年、山口東京理科大学（現在の山陽小野田市立山口東京理科大学）工学部機械工学科教授就任。また、広島大学大学院社会科学研究科、福山大学、鳥取大学等で非常勤講師を歴任。
2011年、オートエクゼスーパーバイザーに就任。

## 受賞歴
- 1986年 - 自動車技術会 技術開発賞（トーコントロール機構付後輪懸架装置の開発）
- 1986年 - 発明協会発明表彰 特許庁長官奨励賞（リアサスペンション）

## 著書
- 『マツダRX-7 ロータリーエンジンスポーツカーの開発物語』（望月澄男、小早川隆治 (編集)、三樹書房、2004年12月）
- 『感性重視の車開発 (特集 感性と車づくり)』（自動車技術会、2007年6月）
- 『ロードスター的幸福論』（三栄書房、2012年4月）